# ژنتیک انسان

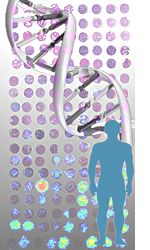
نمایش ساختار مارپیچ دوگانه DNA انسان

ژنتیک انسان (به انگلیسی: Human genetics) مطالعه وراثت است که در انسان رخ می‌دهد. ژنتیک انسانی رشته‌های مختلفی را در بر می‌گیرد که شامل: ژنتیک سنتی، ژنتیک سلولی، ژنتیک مولکولی، ژنتیک بیوشیمیایی، ژنومیک، ژنتیک جمعیت، ژنتیک تکاملی، ژنتیک بالینی و مشاوره ژنتیکی می‌شود.

## نگارخانه

الگوی چیرگی اوتوزمی، شانس ۵۰/۵۰.
کاریوتایپ یک مرد انسانی که دارای ۴۶ کروموزوم از جمله کروموزوم جنسی XY است.
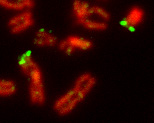
کروموزوم‌های XY